# Ischnura ariel
Ischnura ariel là một loài chuồn chuồn kim trong họ Coenagrionidae.
Ischnura ariel được Lieftinck miêu tả khoa học năm 1949.